# Prix ANV-Visser-Neerlandia
Le prix ANV-Visser-Neerlandia (en néerlandais : ANV-Visser Neerlandia-prijs) est un prix institué par l'Algemeen-Nederlands Verbond (ANV), l'Union générale néerlandaise, en 1955.

## Description
Le prix ANV-Visser-Neerlandia, décerné chaque année dans plusieurs disciplines par des jurys spécialisés, est financé par le Fonds Visser-Neerlandia, provenant de la succession de Herman Lodewijk Alexander Visser, un philosophe et juriste néerlandais d'origine juive qui, après avoir légué la moitié de sa fortune à l'ANV, s'est suicidé le 28 mai 1943, évitant ainsi que l'occupant dispose de sa vie.  Sous certaines conditions, des fonds, obtenus du rendement du capital provenant de la succession, peuvent être rendus disponibles sous forme de prix culturels ou autres.
Les candidats doivent répondre aux critères suivants :
- adhérer aux idéaux de Herman Visser (œuvrer pour une société meilleure ; avoir un esprit indépendant ; être tolérant, pacifique, progressif et solidaire ; promouvoir le progrès culturel ou scientifique) ;
- promouvoir la collaboration entre les Pays-Bas et la Flandre dans tous les domaines ;
- adhérer à l'un des objectifs de l'ANV (c'est-à-dire le maintien et le développement de la communauté linguistique et culturelle néerlandaise de par le monde ; la promotion de l'intégration culturelle des Pays-Bas et de la Flandre ; l'entretien des liens avec la langue et les communautés culturelles afrikaans) ;
- parcourir une trajectoire professionnelle méritoire de portée sociale qui dépasse ce que l'on peut attendre d'un exercice normal de sa profession ;
- prendre des initiatives orientées vers l'avenir témoignant d'un esprit créatif et innovant.

De plus, le candidat doit être proposé par des tiers et la candidature doit être soutenue et motivée par au moins deux personnes.  Le prix n'est décerné qu'une seule fois à la même personne, ou à la même organisation ou institution.
Le candidat s'engage à donner une conférence sur l'initiative pour laquelle le prix lui a été décerné.
Au cours des années s'est constituée une liste diversifiée de lauréats qui comprend, entre autres, les personnes, institutions et organisations suivantes :
- Herman Salomon Frenkel, vétérinaire (en 1958, pour les résultats obtenus en matière de lutte contre la fièvre aphteuse) ;
- Johannes Gerrit Bodegraven, présentateur de la NCRV (en 1960, pour ses actions caritatives, entre autres au bénéfice du fonds créé par la reine Wilhelmine des Pays-Bas (Koningin Wilhelmina Fonds), une structure nationale officielle de lutte contre cette maladie) ;
- Alida Margaretha Bosshardt, sœur au grade de major de l'Armée du salut (en 1963, pour sa serviabilité envers son prochain) ;
- la Fondation Lodewijk-de-Raet (Stichting Lodewijk de Raet) (en 1963, pour le travail d'éducation populaire supérieure en Belgique) ;
- la Fondation Jours de culture de la Grande Campine (Stichting Groot-Kempische Cultuurdagen) (en 1964, pour son engagement en faveur des arts en Brabant-Septentrional et en Flandre) ;
- le Comité pour la Flandre française (Komitee voor Frans-Vlaanderen) (en 1964, pour le maintien de la langue et de la culture néerlandaises en Flandre française) ;
- Ruud Lubbers, futur homme politique (en 1966, pour pouvoir publier sa thèse de doctorat) ;
- Jules de Corte, auteur-compositeur-interprète (en 1968, pour s'être produit de façon désintéressée dans des sanatoriums et des hôpitaux) ;
- Jozef Deleu (en 1970, pour la promotion de la vigueur spirituelle du peuple) ;
- Lucienne Stassaert (en 1975, pour son recueil de poèmes Best mogelijk) ;
- le Comité du théâtre amateur Belgique-Pays-Bas (Comité Amateurtoneel België-Nederland) en 1977, pour la contribution à l'intégration des Pays-Bas septentrionaux et méridionaux dans le domaine du théâtre amateur) ;
- le Service d'Animation Culturelle en Langues germaniques dirigé par Jean-Pierre Gailliez (1977,  pour les efforts consentis en faveur de l'enseignement du néerlandais)[4],[5];
- Lenie 't Hart, activiste (en 1981, pour la protection des phoques menacés de disparition) ;
- Jérôme Louis Heldring, journaliste et chroniqueur (en 1986, pour ses grands mérites en matière de langue et de culture néerlandaises) ;
- Vic Nees, compositeur, chef d'orchestre et organiste (en 1995, pour son œuvre de compositeur et son engagement sans faille quant à la diffusion de la musique de compositeurs flamands et néerlandaise) ;
- Frans Debrabandere, philologue (en 1999, pour son engagement pour le néerlandais standard) ;
- Cyriel Moeyaert, prêtre, homme de lettres, connaisseur de la Flandre française et ancien président du Komitee voor Frans-Vlaanderen (en 2000, pour la diffusion du néerlandais standard en Flandre française) ;
- le musée d'art contemporain d'Anvers (MUHKA) (en 2000, pour la promotion de l'art néerlandais en Flandre) ;
- Frank Willaert, philologue (en 2005, pour son engagement pour une approche littéraire de la chanson médiévale) ;
- l'ASBL Nekka (Nederlandstalige Kleinkunst Antwerpen) (en 2009, pour la promotion de la chanson néerlandaise) ;
- la société linguistique Genootschap Onze Taal (en 2010), en raison des nombreuses activités, entreprises depuis quatre-vingts ans, dans le but de promouvoir la langue néerlandaise).
- l'ensemble de musique ancienne Camerata Trajectina (en 2014, pour s'investir depuis quarante ans dans la redécouverte d'un répertoire de musique inconnue et de chansons de la période 1550-1700[6]).

## Ressources

### Sources
- (nl) Cet article est partiellement ou en totalité issu de l’article de Wikipédia en néerlandais intitulé « ANV-Visser Neerlandia-prijs » (voir la liste des auteurs).